# Småtjärnarna (Piteå socken, Norrbotten, 726458-168648)
Småtjärnarna är en sjö i Piteå kommun i Norrbotten och ingår i Byskeälvens huvudavrinningsområde.